# Torremormojón
Torremormojón ist ein nordspanisches Dorf und Hauptort einer Gemeinde (municipio) mit 45 Einwohnern (Stand: 2024) in der Provinz Palencia in der Autonomen Gemeinschaft Kastilien-León. 

## Lage und Klima
Torremormojón liegt in der Region Tierra de Campos auf der kastilischen Hochebene in einer Höhe von ca. 775 m. Die Provinzhauptstadt Palencia befindet sich mit ihrem Stadtzentrum etwa 25 Kilometer (Fahrtstrecke) ostnordöstlich.
Das Klima im Winter ist durchaus kalt, im Sommer dagegen warm bis heiß; die eher spärlichen Regenfälle (ca. 470 mm/Jahr) fallen überwiegend im Winterhalbjahr.

## Bevölkerungsentwicklung
| Jahr      | 1970 | 1981 | 1991 | 2001 | 2011 | 2021 |
| Einwohner | 143  | 89   | 76   | 88   | 51   | 47   |

## Sehenswürdigkeiten

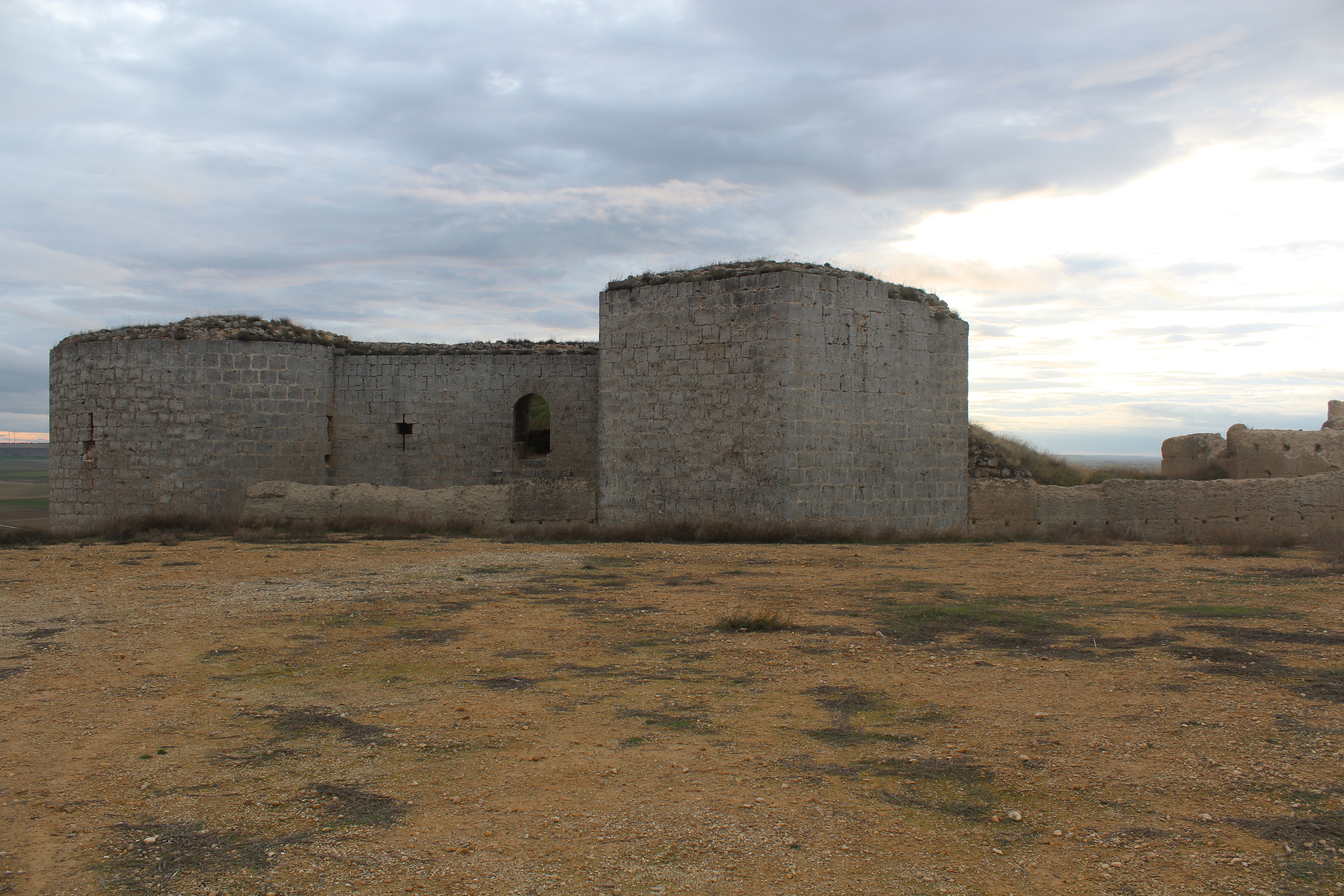
Burgruine
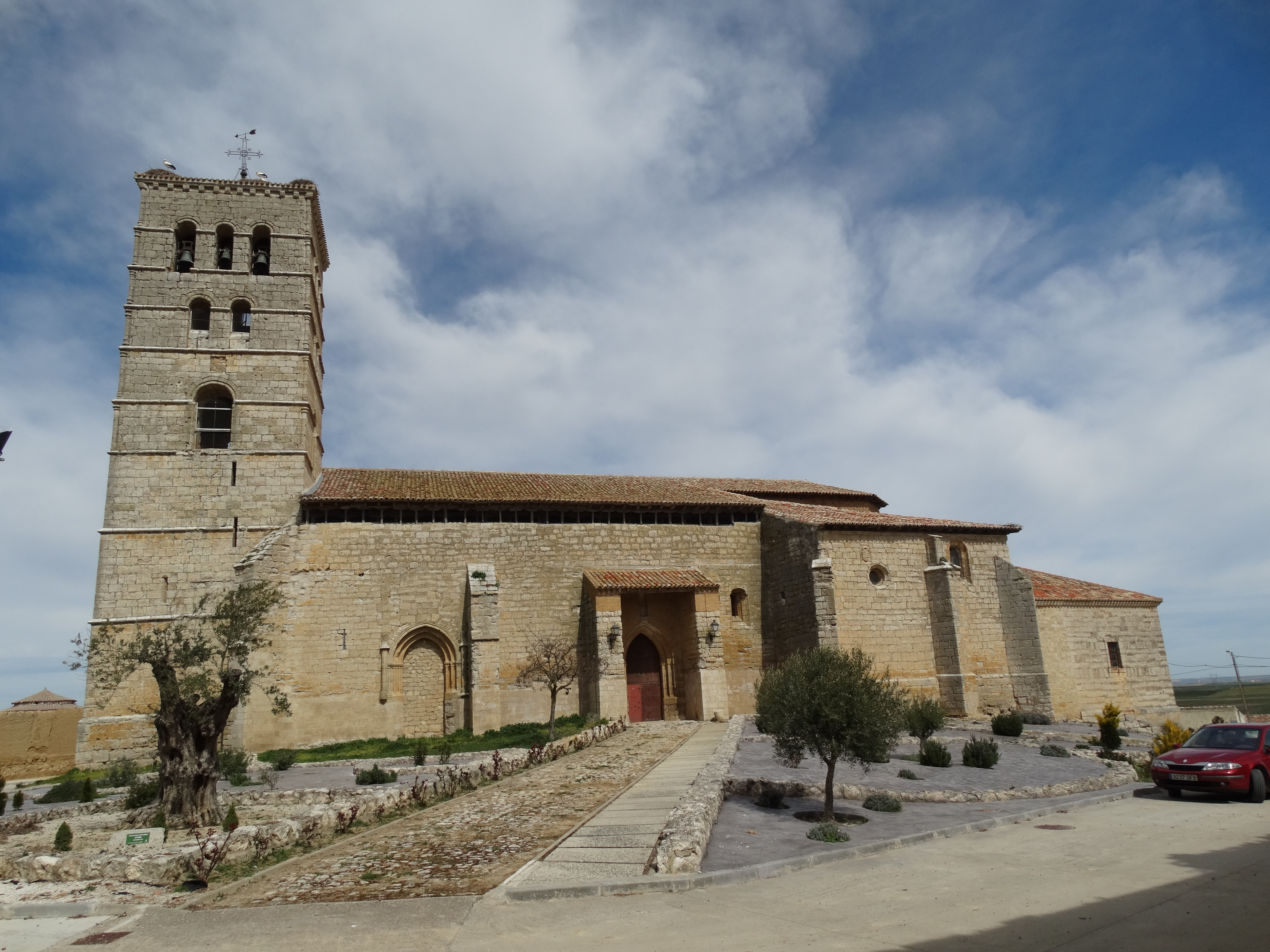
Marienkirche
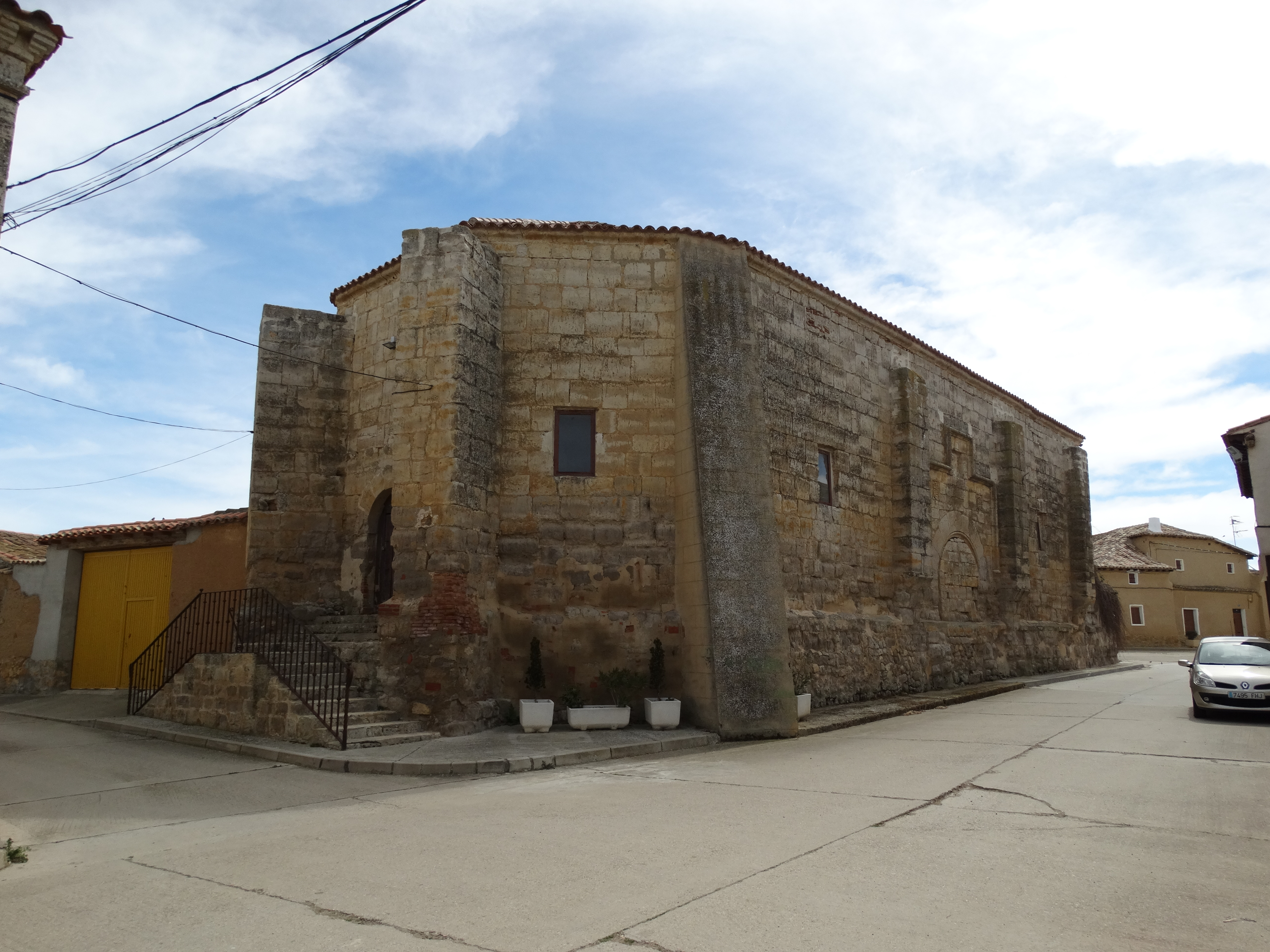
Marienkonvent
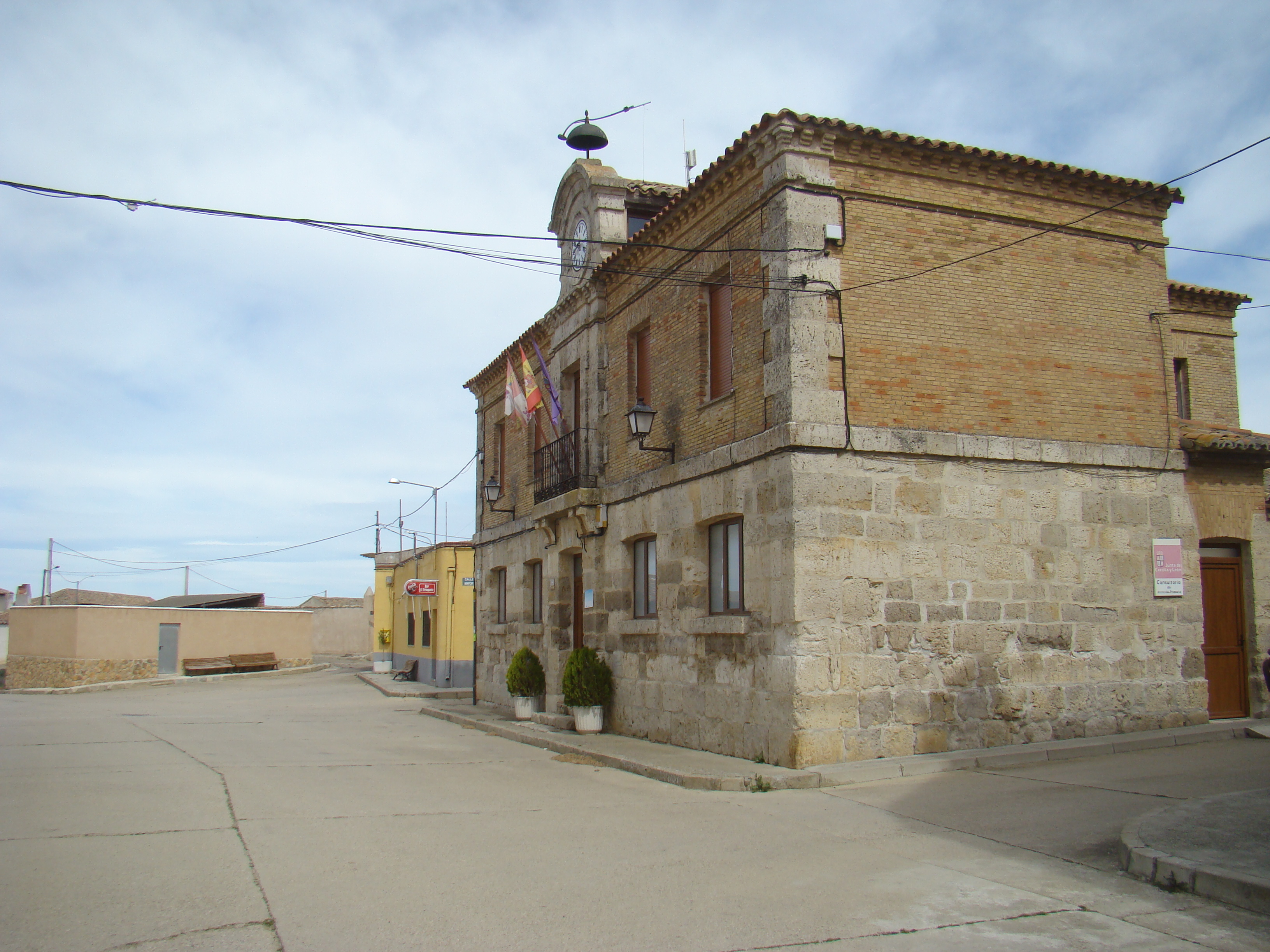
Rathaus

- Burgruine
- Marienkirche
- Marienkonvent
- Rathaus

## Persönlichkeiten
- Pedro González Acevedo (1534–1609), Bischof von Orense (1587–1594) und von Plasencia (1594–1609)